# Nunarput utoqqarsuanngoravit
Nunarput utoqqarsuanngoravit ist der Titel einer der beiden Nationalhymnen von Grönland neben Nuna asiilasooq.

## Geschichte
Nunarput utoqqarsuanngoravit war ursprünglich ein 1912 geschriebenes Gedicht des Dichters Henrik Lund, das im Zuge der religiös-nationalistischen Peqatigiinniat-Bewegung Anfang des 20. Jahrhunderts entstanden war. Das Gedicht rief zum Aufbruch auf, vermittelte aber auch die unterwürfige Stellung Grönlands als dänische Kolonie weiter. 1916 übersetzte William Thalbitzer den Text ins Dänische, wobei es sich eher um eine sich reimende Übertragung des Inhalts als um eine echte Übersetzung handelte. Der Text war ursprünglich auf die schwedische Nationalhymne Du gamla, du fria abgepasst. 1937 komponierte Jonathan Petersen eine neue Melodie für den Text. Wegen des negativen Klangs wurde die Thalbitzers Übersetzung 1985 von Mads Lidegaard überarbeitet, sodass beispielsweise die Bezeichnung „unreife Kinder“ für die grönländische Bevölkerung in „halberwachsene Kinder“ abgewandelt wurde. Das Lied ist als Nr. 418 (dänisch) und 419 (grönländisch) im Højskolesangbogen, dem offiziellen dänischen Gesangsbuch, festgehalten.
Das Lied ist niemals durch einen gesetzlichen Beschluss offiziell als Nationalhymne anerkannt worden, wird aber im Allgemeinen als solche angesehen. Wegen des kolonialen Klangs hat sich Jonathan Petersens Nuna asiilasooq jedoch ab 1979 als alternative Nationalhymne durchgesetzt. Im Inatsisartut wurde 1979, 1990, 1992, 1994, 2000, 2002, 2003 und 2017 debattiert, ob Grönland zwei Nationalhymnen haben sollte oder ob eine der beiden Nationalhymnen abgeschafft werden sollte.

## Text
| Grönländischer Originaltext (alte Rechtschreibung) | Grönländischer Originaltext | Deutsche Übersetzung der grönländischen Version |
| --- | --- | --- |
| Nunarput, utorĸarssuángoravit niarĸut uligsimavoĸ ĸînik. K'itornatit kivssumiáinarpatit tunivdlugit sineriavit pînik. Akugdleĸutaussutut merdlertutut ilingne perortugut tamâne kalâtdlinik ingminik taiumavugut niarĸuvit atarĸinartup sâne. Atortitdlugitdlo tamaisa pisit ingerdlaniarusuleĸaugut, nutarterdlugitdlo noĸigtigissatit sujumut, sujumut piumaĸaugut. Inersimalersut ingerdlanerat tungâligtiterusuleĸârput, oĸautsit avîsit ĸanoĸ kingunerat atúsassoĸ erigileĸârput. Taĸigdlune nâme atúngiveĸaoĸ, kalâtdlit, sujumut makigitse. Inugtut inûneĸ pigiuminaĸaoĸ, saperase isumaĸaleritse. | Nunarput, utoqqarsuanngoravit niaqqut ulissimavoq qiinik. Qitornatit kissumiaannarpatit tunillugit sineriavit piinik. Akullequtaasutut merlertutut ilinni perortugut tamaani kalaallinik imminik taajumavugut niaqquit ataqqinartup saani. Atortillugillu tamaasa pisit ingerlaniarusuleqaagut, nutarterlugillu noqitsigisatit siumut, siumut piumaqaagut. Inersimalersut ingerlanerat tungaalitsiterusuleqaarput, oqaatsit aviisit qanoq kingunerat atussasoq erinigileqaarput. Taqilluni naami atunngiveqaaq, kalaallit siumut makigitsi. Inuttut inuuneq pigiuminaqaaq, saperasi isumaqaleritsi. | Unser Land, weil du so alt geworden bist, ist dein Kopf bedeckt mit weißem Haar. Deine Kinder trägst du auf den Armen und gibst ihnen, was deine Küsten haben. Wie wir als mittlere Kinder der Familie hier bei dir aufwuchsen, wollen wir uns selbst „Kalaallit“ nennen vor deinem ehrenwerten Haupt. Wir gebrauchen all das, was du hast, und wollen so gerne vorankommen, und erneuern, was uns zu dir zieht, und wollen nach vorn, nach vorn. Wir wollen uns so gerne dem Weg der Erwachsenen nähern, wir sehnen uns sehr danach, dass das Resultat von Sprache, Zeitung auf irgendeine Weise gebraucht werden wird. Sich zu schämen, nein, ist wirklich nicht angesagt, Kalaallit, vorwärts, wacht auf. Ein Leben als Mensch ist so leicht zu bekommen, glaubt daran, dass ihr könnt. |
| Dänische Version | Dänische Version | Deutsche Übersetzung der dänischen Version |
| Vort ældgamle land under isblinkens bavn med lysende snehår om dit hoved! Du trofaste moder, som bar os i din favn, mens dine kysters rigdom du os loved. Som halvvoksne børn er vi groet af din jord og trygt vokset op blandt dine fjelde, vi kalder os kalaallit i landet, hvor vi bor ærbødigt for dit hvide åsyns ælde. Og alt mens vi bruger dit bugnende flor, vi længes mod verdens nye former, vi fjerner hver hindring, som hæmmer dig, vor mor, og frejdigt frem mod fjerne mål vi stormer. De fremskredne folk et eksempel os gav og det vil vi også stræbe efter, mens bøgernes verden er vores vandringsstav, som bær os frem og giver nye kræfter. Umuligt nu længer at blive i ro, kalaallit, mod store mål vi stævner som fribårne folk vi i landet vil bo, begynd at tro på vores egne evner! | Vort ældgamle land under isblinkens bavn med lysende snehår om dit hoved! Du trofaste moder, som bar os i din favn, mens dine kysters rigdom du os loved. Som halvvoksne børn er vi groet af din jord og trygt vokset op blandt dine fjelde, vi kalder os kalaallit i landet, hvor vi bor ærbødigt for dit hvide åsyns ælde. Og alt mens vi bruger dit bugnende flor, vi længes mod verdens nye former, vi fjerner hver hindring, som hæmmer dig, vor mor, og frejdigt frem mod fjerne mål vi stormer. De fremskredne folk et eksempel os gav og det vil vi også stræbe efter, mens bøgernes verden er vores vandringsstav, som bær os frem og giver nye kræfter. Umuligt nu længer at blive i ro, kalaallit, mod store mål vi stævner som fribårne folk vi i landet vil bo, begynd at tro på vores egne evner! | Unser uraltes Land unter dem Feuer der Reflexion des Eises mit leuchtendem Schneehaar um dein Haupt! Du vertrauenswürdige Mutter, die uns in deinen Armen trug, während den Reichtum deiner Küsten du uns versprachst. Als halberwachsene Kinder sind wir aus deiner Erde gewachsen und sicher aufgewachsen zwischen deinen Bergen, wir nennen uns selbst Kalaallit in dem Land, wo wir ehrerbietig deinem weißen Angesichts Alter gegenüber wohnen. Und während wir deine ergiebige Flor gebrauchen, sehnen wir uns nach den neuen Formen der Welt, wir entfernen jedes Hindernis, das dich hemmt, unsere Mutter, und munter hin zu fernen Zielen stürmen wir. Die vorangeschrittenen Völker ein Beispiel uns gaben und danach wollen auch wir streben, während die Welt der Bücher unser Wanderstab ist, der uns voranträgt und neue Kräfte gibt. Unmöglich jetzt noch weiter zu ruhen, Kalaallit, zu großen Zielen wir uns bewegen wie freigeborene Völker wir im Lande wohnen wollen, beginnt an unsere eigenen Fähigkeiten zu glauben! |